# Adela janineae
Adela janineae là một loài bướm đêm thuộc họ Adelidae. Loài này có ở Madagascar.